# Pellegrino di Povo di Beseno di Manzano
Pellegrino di Povo di Beseno di Manzano, o Pellegrino I di Ortenburg (Trento, ... – Udine, 1161), è stato un patriarca cattolico italiano, patriarca di Aquileia dal 1130 al 1161.

## Biografia
Proveniente dalla nobile famiglia trentina dei signori di Povo, era figlio di Ulrico I di Carinzia e Giuditta, figlia del margravio Ermanno II di Baden. Fu elevato al rango di Patriarca di Aquileia nel 1130 e continuò la tradizione ghibellina dei suoi predecessori. Con l'elezioni a Patriarca, la famiglia di Pellegrino si trasferì in Friuli, dove si radicò assumendo l'eponimo di Manzano.
Aprì la serie dei grandi principi ecclesiastici aquileiesi del sec XII, gli artefici della sovranità patriarcale. Pellegrino I fu subito riconosciuto da papa Innocenzo II, il quale non solo confermò la sua autorità metropolita, ma anche “il comitato, la marca e il ducato concessi con privilegi regali o imperiali”. Il patriarca godette di grande prestigio anche alla corte imperiale, fu consigliere personale di Lotario III, di Corrado III e dello stesso Federico Barbarossa.
Engelberto II, figlio di Mainardo I conte di Gorizia, dopo aver partecipato nel seguito di Corrado III di Svevia alla seconda crociata, accusato di abusi sui feudi in Friuli dalla corte patriarcale (1150), si reca all'incontro armato e imprigiona il patriarca, che sarà però costretto a liberare subito per le pressioni dei feudatari.
Fu fedele sostenitore degli imperatori Corrado III e Federico Barbarossa e partecipò al sinodo di Pavia del 1160, in cui fu riconfermato l'antipapa Vittore IV. Partecipò inoltre al primo (1158) e secondo assedio di Milano (1161-1162), a seguito del quale la città fu rasa al suolo, e all'assedio di Crema (1159-1160). Fu anche partecipe alla dieta di Roncaglia, la più ampia proclamazione dei diritti sovrani dell’imperatore contro le rivendicazioni comunali.
Pellegrino fondò le abbazie di Viktring in Carinzia e di Stična in Slovenia.